# Garovaglia powellii
Garovaglia powellii là một loài Rêu trong họ Pterobryaceae. Loài này được Mitt. miêu tả khoa học đầu tiên năm 1868.